# Somebody's Gonna Pay
Somebody's Gonna Pay es el segundo álbum de la cantante de música Country Mickie James. Fue lanzado el 5 de mayo de 2013 y contiene 12 canciones. Lanzó su primer sencillo, "Somebody's Gonna Pay", el 4 de febrero de 2013. 

## Lista de canciones
- "Somebody's Gonna Pay", 03:49
- "Best Damn Night", 03:52
- "Whatever Turns You On", 03:17
- "A Good Time", 03:37
- "Long Way Down", 03:48
- "If I Can't Be Me", 04,20
- "Goin' Fast", 02:43
- "I'm Gone Song", 04:18
- "80 Proof", 04:43
- "Hurts Don't It", 03:39
- "I Just Wanna Do My Thing", 04:34
- "Hardcore Country" (Bonus Track), 03:11

## Sencillos
- 2013: "I'm Gone Song", 3:52
- 2013: "Best Damn Night", 4:18
- 2013: "Somebody's Gonna Pay", 03:49
- 2010: "Hardcore Country", 03:11